# Hou Hanru
 (septembre 2017).
Si vous disposez d'ouvrages ou d'articles de référence ou si vous connaissez des sites web de qualité traitant du thème abordé ici, merci de compléter l'article en donnant les références utiles à sa vérifiabilité et en les liant à la section « Notes et références ».
Hou Hanru ((zh)) est un critique d'art et commissaire d'expositions chinois né en 1963 à Guangzhou . Il est actuellement directeur artistique du MAXXI à Rome.

## Biographie
Hou Hanru a été diplômé de l'Académie Centrale des Beaux-arts de Pékin avant de partir vivre en France en 1990 où il réside pendant 16 ans. En 2006, il part travailler au San Francisco Art Institute en qualité de Director of Exhibitions and Public Program and Chair of Exhibition and Museum Studies jusqu'en 2012. Depuis décembre 2013 il est directeur artistique du MAXXI - Musée des arts du XXIe siècle à Rome. 
Depuis plus de vingt ans il a participé en tant que curateur à de nombreuses manifestations internationales comme la Biennale de Shanghai en 2000, la Biennale de Gwangju en 2002, la Nuit Blanche à Paris (2004), la Biennale de Tirana (Albanie) en 2005, la 10e Biennale d'Istanbul (2007), la Biennale de Lyon en 2009 "Le spectacle du quotidien", ou encore la 5e Triennale d'Auckland (Nouvelle-Zélande) en 2013.
Pour la Biennale de Venise il fut nommé commissaire du Pavillon Français de 1999 et du Pavillon Chinois en 2007.
Hou Hanru a été consultant et conseiller auprès de différentes institutions internationales comme le Walker Art Center (Minneapolis), le Solomon R. Guggenheim Museum (New York), le Kumamoto Museum of Contemporary Art (Kumamoto, Japan), le De Appel (Amsterdam), le Today Art Museum (Beijing), Power Station of Art (Shanghai), la Deutsche Bank Collection (Francforrt), Kadist Art Foundation (San Francisco/Paris), etc. Il est aussi régulièrement nommé jury pour de nombreux prix internationaux comme le Hugo Boss Prize du Guggenheim Museum.
Il a eu des activités d'enseignement au sein de différents établissements d'enseignement supérieur comme la Rijksakademie van Beeldende Kunsten (Amsterdam). 
Une sélection de ses écrits a été publiée en anglais sous le titre "On The Mid-Ground" aux éditions Timezone 8 en 2002.
En tant que critique d'art il collabore régulièrement aux revues Flash Art', Art in America,YIshu, Art Asia Pacific et LEAP mais est également invité à écrire dans des catalogues d'expositions ou monographies d'artistes contemporains.